# Paroll
En paroll är något som partier och organisationer använder för att beskriva sina åsikter, till exempel hade arbetarrörelsen under början på 1900-talet parollen: 8 timmars arbete, 8 timmars fritid, 8 timmars sömn. En demonstration kan gå under en paroll för att visa vad den står för.